# Priscula piapoco
Priscula piapoco är en spindelart som beskrevs av Huber 2000. Priscula piapoco ingår i släktet Priscula och familjen dallerspindlar.
Artens utbredningsområde är Venezuela. Inga underarter finns listade i Catalogue of Life.